# (100788) 1998 FC72
(100788) 1998 FC72 es un asteroide perteneciente al cinturón de asteroides descubierto el 20 de marzo de 1998 por el equipo del Lincoln Near-Earth Asteroid Research desde el Laboratorio Lincoln, Socorro, Nuevo México, Estados Unidos.

## Designación y nombre
Designado provisionalmente como 1998 FC72.

## Características orbitales
1998 FC72 está situado a una distancia media del Sol de 2,790 ua, pudiendo alejarse hasta 3,192 ua y acercarse hasta 2,388 ua. Su excentricidad es 0,144 y la inclinación orbital 3,374 grados. Emplea 1702,73 días en completar una órbita alrededor del Sol.

## Características físicas
La magnitud absoluta de 1998 FC72 es 15,5. 